# Rino Formica
Salvatore Formica, detto Rino (Bari, 1º marzo 1927), è un politico italiano. Varie volte ministro, spesso a capo di dicasteri importanti, fu un membro di rilievo del Partito Socialista Italiano durante la segreteria di Bettino Craxi.

## Biografia

### Attività di governo
Fu Ministro delle finanze nel primo e nel secondo governo Spadolini, che cadde a seguito della "lite delle comari", ossia uno scontro politico tra lo stesso Formica ed il ministro del Tesoro Beniamino Andreatta. La sua carriera politica finì con la caduta del PSI a seguito dello scandalo Tangentopoli, che coinvolse numerosi esponenti socialisti, e nonostante l'assoluzione con cui si concluse il processo che, a Bari, lo aveva riguardato in prima persona.
Nel 1991, per contrastare il contrabbando di sigarette, gli allora ministri Formica (PSI) e Vincenzo Scotti (DC) vietarono la commercializzazione dei tre marchi della Philip Morris International più contrabbandati, ossia (Marlboro, Philip Morris e Merit). Formica sostenne che il contrabbando "ha origini precise, non è fatto senza il consenso attivo delle multinazionali" e che "la Philip Morris deve smettere di credere che questo sia il paese degli allocchi". Il provvedimento venne revocato dopo pochi mesi, quando la Philip Morris si impegnò a favorire l'identificazione dei grossisti a rischio di contrabbando.
L'anno successivo, sempre per sconfiggere la piaga del contrabbando, Formica propose di assumere nella pubblica amministrazione i 20-25.000 addetti al settore. A tal proposito, Formica e il neodirettore generale del ministero delle Finanze Giorgio Benvenuto dialogarono a lungo con un gruppo di contrabbandieri ed ex contrabbandieri, raccolti da Lino Jannuzzi nel ristorante partenopeo “La Bersagliera” e ascoltati in diretta televisiva nel programma Istruttoria di Giuliano Ferrara. «I contrabbandieri consegnino i mezzi e noi li acquisteremo, provvedendo contemporaneamente al loro assorbimento nel mondo del lavoro» fu la proposta di Formica, che tuttavia trovò resistenze tanto da parte degli altri partiti politici (PCI e MSI in primis, ma anche da parte della DC) che della maggioranza degli stessi contrabbandieri, cui uno stipendio da impiegato statale non avrebbe permesso di sostituire i ben più alti proventi illegali del traffico.

### Attività di partito
L'esistenza di un dossier in quattro punti che avrebbe screditato i moventi moralizzatori del pool milanese di Mani pulite fu divulgata da Formica nel settembre 1992, a seguito della riunione della segreteria politica del PSI in cui era stato presentato il dossier. Poiché il dossier era stato oggetto implicitamente di un corsivo di Craxi sull'Avanti!, non sarebbe stato necessario che Formica ne parlasse alla stampa, lasciando ai giornalisti il collegamento tra i due fatti: di recente egli ha invece spiegato che la sua dichiarazione era importante più per quello che non diceva che per quello che diceva, perché fu da lui resa per "coprire" Giuliano Amato, che voleva la garanzia che il personaggio più credibile della riunione avvalorasse la sua difesa.
Punto di riferimento dell'organizzazione dei quadri del PSI, mantenne sempre una spiccata autonomia intellettuale. Rimane famosa una sua dichiarazione sull'attività politica: "la politica è sangue e merda", poi articolata nell'affermazione: "la politica è per gli uomini il terreno di scontro più duro e più spietato. Si dice che su questo campo ha ragione chi vince, e sa allargare e consolidare il consenso, e che le ingiustizie fanno parte del grande capitolo dei rischi prevedibili e calcolabili".
Sulla "questione morale" nel suo partito, Formica affermò che "il convento è povero, ma i monaci sono ricchi", riferendosi ai problemi finanziari del PSI, in cui alcuni dirigenti mantenevano uno stile di vita principesco. Altrettanto nota la sua definizione dell'ultima Assemblea Nazionale (il parlamentino del PSI) del 1991, vista come una "corte di nani e ballerine", con riferimento ai tanti personaggi dello spettacolo e della cultura con la quale era stata infarcita l'Assemblea, di cui Formica giunse a chiedere la chiusura.
Nel febbraio del 1993, dopo le dimissioni di Bettino Craxi dalla segreteria del partito, Formica sostiene Martelli per una sua candidatura. La segreteria passa prima a Benvenuto poi a Del Turco che sospendono i parlamentari indagati dalla ricandidatura. Alle elezioni del 1994 non viene rieletto. Dopo essersi lungamente tenuto fuori dalla diaspora socialista, nel 2003 ha fatto nascere insieme ad altri ex dirigenti del PSI un nuovo movimento politico chiamato "Socialismo è Libertà", che, collocandosi nel centro-sinistra, ha rifiutato accordi tanto con il Nuovo PSI quanto con lo Socialisti Democratici Italiani di Enrico Boselli.
Lontano dalla Rosa nel Pugno e fortemente contrario al coinvolgimento dei socialisti nel Partito Democratico, attualmente Rino Formica è presidente del movimento "Socialismo è Libertà" e ha aderito al rinato Partito Socialista del 2007. Dopo l'assoluzione negli anni novanta per il processo ENIT, nel maggio 2010 è stato assolto in formula piena, dopo 17 anni dagli arresti domiciliari inflittigli per il processo sui nastri trasportatori del porto di Manfredonia.

## Incarichi parlamentari
- IX
  - membro della giunta per il regolamento (9 agosto 1983 - 1º agosto 1986)
  - membro della VI commissione finanza e tesoro (12 luglio 1983 - 1º agosto 1986)
  - membro della XI commissione agricoltura e foreste (1º agosto 1986 - 1º luglio 1987)
  - membro della commissione parlamentare d'inchiesta sulla loggia massonica P2 (12 agosto 1983 - 1º luglio 1987)
  - membro della commissione parlamentare per i servizi di informazione e sicurezza e per il segreto di Stato (26 ottobre 1983 - 1º agosto 1986)
- X
  - membro della XI commissione lavoro (4 agosto 1987 - 22 aprile 1992)